# شكر كحيل الأول
شُكر بن سالم كُحَيْل الأول (؟ - 1865)، المعروف أيضًا باسم الموري (المعلم) شُكر كحيل الأول ( العبرية: מרי שכר כחיל)، كان مسيانياً (مدعي نبوة) من يهود اليمن في القرن التاسع عشر. أعلن عن دعوته في البداية في صنعاء عام 1861، حيث توجه إلى معبد براش اليهودي الواقع شرقي جبل نُقم وأعلن نفسه رسولاً للمسيح في وقت كانت فيه التوقعات اليهودية المسيانية في إيالة اليمن العثماني مهيئة نتيجة للاضطرابات السياسية. طلق زوجته واتخذ حياة واعظ متجول ليعيش في فقر ويحث المجتمع على التوبة. أعلن دعوته في يوم السبت في مايو 1861 بالقول: "جئت لأنذركم وأذكركم بالتوبة والفداء"
ويبدو أنه كان متواضعاً وزاهداً وتقياً، يرتدي ثياباً رثة، ويخرج ليعيش وحده في جبل الطيال. وفي مرحلة ما بدأ يشير إلى أنه لم يعد رسول المسيح، بل المسيح نفسه. ونقش على يديه صيغاً مسيانية، و"صحح" سفر إشعياء 45: 1 ليكون على النحو التالي כה אמר ה' למשיחו לשוכר ("هكذا يقول الرب لشُكر مسيحه...") بدلًا من الصيغة التقليدية כה אמר ה' למשיחו לכורש ("هكذا يقول الرب لمسيحه، لكورش...")، وهكذا فإنه يجد نفسه مذكوراً في الكتاب المقدس.
الرحالة اليهودي يعقوب سفير، الذي كتب عن شكر كحيل في صحافة القدس وفي كتابه Even Sappir ، أشار إلى أن جميع يهود اليمن تقريباً في ذلك الوقت صدقوا ادعاءات شكر كحيل الأول.

## قتله
قتل شكر كحيل الأول على يد أفراد من قبيلة بني جَبْر بإيعاز من الإمام الهادي حسين بن أحمد الهادي (1858-1872م) الذي اعتبر أنشطته بمثابة تهديد، فأمر بأن يطوفوا برأسه على مرأى ومسمع من الناس في عام 1865 ؛ إلا أنه كان هناك العديد من أتباعه الذين لم يصدقوا خبر وفاته، وظلوا يتوقعون عودته الوشيكة. وكان من بين هؤلاء أخته وابنه الذان لم يحزنا على وفاته. وسرعان ما وجدوا أملهم في عام 1868 بظهور يهوذا بن شالوم، مدعياً أنه نفس المتوفى مؤخراً، وأنه لم يمت، وقاد بهذا الزعم حركة مسيانية خطيرة جذبت اليهود اليمنيين والعرب.

## أنظر أيضا
- شكِر كُحَيْل الثاني
- قائمة مدعو المشيحية
- المهدي المنتظر